# 岩手県道260号一関平泉線
岩手県道260号一関平泉線（いわてけんどう260ごう いちのせきひらいずみせん）は、岩手県一関市と西磐井郡平泉町を通る一般県道である。

## 概要
国道4号のバイパスの開通時に県道に指定替えとなった路線である。
真柴分岐点はJR東北本線の上下線に挟まれたハーフインターチェンジとなっており、宮城県栗原市方向のみ出入り可能。萩荘方向へは鬼死骸バス停（宮交栗原バス）前Y字路を右折したのち東北本線と交差する要害第一（上り線）・要害第二（下り線）両踏切を渡り、上ノ前ガードの手前で再度右折する。

### 路線データ
- 起点：一関市真柴字下要害（国道4号一関バイパス南口）→仙台方面のみ接続
- 終点：西磐井郡平泉町平泉字佐野（一関バイパス北口交差点）

## 路線状況

### 重複区間
- 岩手県道14号一関北上線（一関市中央町二丁目 - 山目町一丁目）
- 国道284号（一関市宮坂町 - 大町）
- 国道342号（一関市真柴字八幡 - 大町）

## 地理

### 通過する自治体
- 一関市
- 西磐井郡平泉町

### 交差する道路
- 国道4号（起点）
- 国道342号（一関市真柴字八幡）
- 国道284号（一関市宮坂町）
- 国道342号・国道284号・岩手県道3号一関停車場線（一関市大町）
- 岩手県道19号一関大東線（一関市東地主町）
- 岩手県道14号一関北上線・岩手県道19号一関大東線（一関市中央町二丁目）
- 岩手県道14号一関北上線（一関市山目町一丁目）
- 岩手県道134号山目停車場線（一関市山目町三丁目）
- 国道4号（終点）